# St. Vitus (Großballhausen)

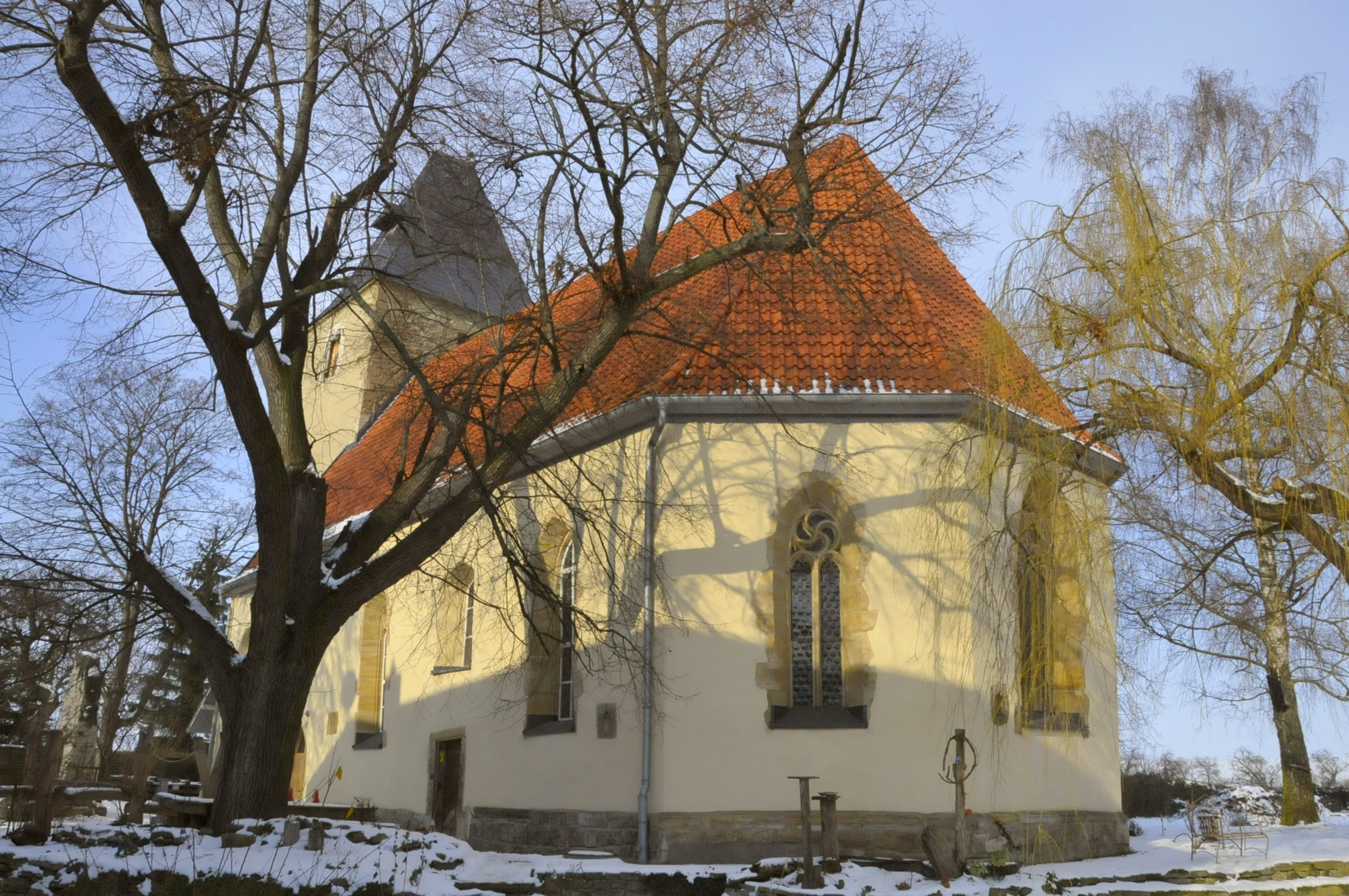
St. Vitus

Die evangelische Dorfkirche St. Vitus steht im östlichen Ortsteil Großballhausen der Gemeinde Ballhausen im Unstrut-Hainich-Kreis in Thüringen. Davor ehrt das Kriegerdenkmal die im Ersten Weltkrieg gefallenen Soldaten.

## Geschichte
Der romanische Kirchturm war einst verputzt und weist heute die natürlichen Natursteine nach. Er überragt das  um 1508 in der Spätgotik errichtete Kirchenschiff beträchtlich. Zu Beginn des 16. Jahrhunderts wurde der Turm um ein Geschoss aufgestockt. Dies wird nun durch ein Walmdach geschützt.
Eine Rundbogenpforte weist noch auf die im 19. Jahrhundert abgebrochene Sakristei hin. Der Hauptzugang zur Kirche, ein Spitzbogenportal aus dem Jahr 1508, befindet sich an der Südseite. Die drei Fenster des Chors sind aus Sandstein gearbeitet und weisen Fischblasenmaßwerk auf. Im Saal befinden sich die bestimmenden Emporen, die Kanzel mit dem Altarretabel und die Orgel von 1768 bis 1769 vom Orgelbauer Heidenreich aus Bad Tennstedt angefertigt.
Die Stiftung Denkmalschutz förderte die Restaurierung der Fenster und des Mauerwerks.
An der Nordseite der Kirche befinden sich Gräber der Lucius: Robert Lucius von Ballhausen, Hellmuth Freiherr Lucius von Stoedten und Reinhart von Lucius.